# José Gabriel Álvarez de Lugo
José Gabriel Álvarez de Lugo y Freites (San Felipe, Yaracuy, Venezuela, 1789-Caracas, 4 de marzo de 1868) fue un oficial del ejército patriota durante la Guerra de Independencia de Venezuela. 

## Carrera
En 1810 se sumó al movimiento revolucionario iniciado en Caracas y se alistó en las milicias de San Felipe, donde obtiene el rango de teniente de milicias. Formó parte de la Campaña de Coro, dirigida por el brigadier Francisco Rodríguez del Toro y con el comandante José Mires, participó en los ataques contra las filas realistas de Eusebio Antoñanzas. En julio de 1812 fue hecho prisionero por el enemigo, pero logró escapar, alistándose nuevamente en las fuerzas republicanas, participando en la Campaña Admirable. Para 1814 estuvo bajo las órdenes del general Rafael Urdaneta y de Simón Bolívar en la Nueva Granada. Participó en la Expedición de Los Cayos. 
Combatió en la batalla naval de Los Frailes bajo las órdenes del general de brigada Gregor MacGregor y en 1817 formó parte de la campaña para la liberación de Guayana, comandada por Manuel Piar. En abril de 1817 fue ascendido a teniente coronel. Al año siguiente, participó en la Campaña del Centro y fue ascendido a teniente coronel. Por breve tiempo fue secretario de Bolívar. Entre 1821 y 1822 fungió como comandante general de occidente y hasta 1823, en Aragua. Pasó luego a comandar la plaza militar de La Guaira y a dirigir, en los Valles del Tuy, las operaciones en contra de las guerrillas de Dionisio Cisneros. Luego de su pase a retiro en 1836, se dedicó al trabajo público en la naciente república. Entre 1841 y 1842 fue representante por Barquisimeto en el Congreso Nacional; ministro de la Corte Marcial del segundo distrito y registrador principal en la provincia de Caracas en 1845. 
Entre 1857 y 1858 fue senador por Yaracuy en el Congreso y en 1863 fue ascendido a general de brigada y nombrado vocal de la Junta de Montepío Militar de Caracas.